# 加藤敏夫
加藤敏夫（日语：／ Katō Toshio */?，1917年8月25日—1999年10月2日）是日本的数学家，主要研究偏微分方程、数学物理和泛函分析。

## 生平
加藤敏夫在东京帝国大学学习物理，并于 1941 年获得本科学位。因第二次世界大战中断后，他于 1951 年在东京大学获得博士学位，并于 1958 年成为教授。 1962年起在美国加州大学伯克利分校任教授。
加藤敏夫的许多重要的著作都与数学物理相关。 在1951 年，他展示现实（奇异）势的哈密顿量的自伴随性。他研究了非线性演化方程、 Korteweg–de Vries 方程（1983 年的 Kato 平滑效应）和Navier-Stokes 方程的解。  加藤敏夫还因其颇具影响力的著作《Perturbation theory of linear operators》闻名，该书是由 Springer-Verlag 出版。
1980年，加藤敏夫获得由 AMS和SIAM颁发的应用数学诺伯特·维纳奖。 1970 年，他在尼斯ICM作全体报告（连续光谱的散射理论和微扰）。
重要的著作:
- Perturbation theory of linear operators. Principles of Mathematical Sciences, Springer-Verlag, 1966, 1976.。
- A short introduction to the perturbation theory of linear operators. Springer-Verlag 1982.